# Czarny Książę (film 1987)
Czarny Książę (ang. Black Beauty) – australijski film animowany z 1987 roku wyprodukowany przez Burbank Films Australia. Animowana adaptacja powieści Anny Sewell o tym samym tytule.

## Fabuła
Opowieść o Czarnym Księciu – pięknym koniu, który przebywa długą drogę od beztroskich pastwisk południowej Anglii, poprzez zatłoczone ulice Londynu do odpoczynku na pewnej farmie.

## Wersja polska
Wersja wydana w serii Najpiękniejsze baśnie i legendy na DVD z angielskim dubbingiem i polskim lektorem.
- Dystrybucja: Vision